# Анкум
Анкум (нем. Ankum) — община в Германии, в земле Нижняя Саксония.
Входит в состав района Оснабрюк. Подчиняется управлению Берзенбрюк. Население составляет 7204 человека (на 31 декабря 2010 года). Занимает площадь 66,32 км².
| Год  | Население |
| ---- | --------- |
| 1990 | 5136      |
| 1995 | 6378      |
| 2000 | 7025      |
| 2005 | 7200      |
| 2010 | 7165      |

Анкум является городом-побратимом российского города Нефтеюганска.